# 船越遼太郎
船越 遼太郎（ふなこし りょうたろう、1992年5月1日 - ）は、琉球朝日放送の記者。主に選挙の取材を担当。他に事件・事故・自然災害などの取材も担当する。

## 来歴
1992年5月1日、沖縄県那覇市に生まれる。浦添市立港川小学校、浦添市立港川中学校、沖縄県立浦添高等学校、専修大学文学部人文ジャーナリズム学科卒業。
日本テレビ『真相報道 バンキシャ!』のADを務めた後、琉球朝日放送の記者となる。